# Décès en mars 2023
Décès
- 2019
- 2020
- 2021
- 2022
- 2023
- 2024
- 2025
- 2026
- 2027

Pour une information complémentaire, voir la page d'aide.

| Date     | Nom                            | Activités                                                                                      | Âge   | Source |
| -------- | ------------------------------ | ---------------------------------------------------------------------------------------------- | ----- | ------ |
| 31 mars  | Christo Jivkov                 | Acteur bulgare.                                                                                | 48    | (bg)   |
| 31 mars  | Elena Marinucci                | Femme politique italienne.                                                                     | 94    | (it)   |
| 31 mars  | Rabbie Namaliu                 | Homme d'État papou-néo-guinéen.                                                                | 75    | (en)   |
| 30 mars  | Johan Leysen                   | Acteur belge.                                                                                  | 73    |        |
| 30 mars  | Rolf Maier                     | Haltérophile français.                                                                         | 86    |        |
| 30 mars  | Ray Shulman                    | Musicien britannique, membre du groupe de rock progressif Gentle Giant.                        | 73    | (en)   |
| 30 mars  | Steve Skeates                  | Scénariste de bandes dessinées américain.                                                      | 80    | (en)   |
| 30 mars  | Paweł Śpiewak                  | Sociologue polonais.                                                                           | 71    | (pl)   |
| 29 mars  | John Kerin                     | Économiste australien.                                                                         | 85    | (en)   |
| 28 mars  | Maria Rosa Antognazza          | Philosophe italienne.                                                                          | 58    | (en)   |
| 28 mars  | Henri Desclez                  | Peintre et auteur de bande dessinée belge.                                                     | 80    |        |
| 28 mars  | Julie Mazaleigue-Labaste       | Chercheuse, philosophe et historienne des sciences française.                                  | 41    |        |
| 28 mars  | Mardye McDole                  | Joueur de football américain.                                                                  | 63    | (en)   |
| 28 mars  | Derek Meyers                   | Homme politique canadien.                                                                      | 45    | (en)   |
| 28 mars  | Ryūichi Sakamoto               | Compositeur japonais.                                                                          | 71    |        |
| 28 mars  | Bill Saluga                    | Humoriste et acteur américain.                                                                 | 85    | (en)   |
| 28 mars  | Manfred Schäfer                | Footballeur et entraîneur australien.                                                          | 80    | (en)   |
| 28 mars  | Margot Stern Strom             | Éducatrice américaine.                                                                         | 81    | (en)   |
| 27 mars  | Philip Atta Basoah             | Homme politique ghanéen.                                                                       | 53    | (en)   |
| 27 mars  | James Bowman                   | Contreténor britannique.                                                                       | 81    |        |
| 27 mars  | Emahoy Tsegué-Maryam Guèbrou   | Compositrice et pianiste éthiopienne.                                                          | 99    | (en)   |
| 27 mars  | Max Hardcore                   | Acteur de films pornographiques, réalisateur et producteur américain.                          | 66    | (en)   |
| 27 mars  | Charles Hough, Jr.             | Cavalier américain, médaillé de bronze aux Jeux olympiques d'été de 1952.                      | 88    | (en)   |
| 27 mars  | Carol Lavell                   | Cavalière de dressage américaine, médaillée de bronze aux Jeux olympiques d'été de 1992.       | 79    | (en)   |
| 27 mars  | Letitia Obeng                  | Zoologue ghanéenne.                                                                            | 98    | (en)   |
| 27 mars  | Geneviève Poujol               | Sociologue française.                                                                          | 92    |        |
| 27 mars  | Matthias Wolfes                | Théologien allemand.                                                                           | 61    | (de)   |
| 26 mars  | Jacques Collard                | Restaurateur et acteur belge, adaptateur de pièces et de comédies musicales.                   | 91    |        |
| 26 mars  | María Kodama                   | Écrivaine argentine.                                                                           | 86    | (es)   |
| 26 mars  | Ivano Marescotti               | Acteur italien.                                                                                | 77    | (it)   |
| 26 mars  | Virginia Norwood               | Physicienne américaine.                                                                        | 96    | (en)   |
| 26 mars  | Abdelwahed Radi                | Homme politique marocain.                                                                      | 88    |        |
| 26 mars  | Karl-Josef Rauber              | Cardinal catholique et diplomate allemand.                                                     | 88    | (de)   |
| 26 mars  | Wolfgang Schivelbusch          | Journaliste et historien allemand.                                                             | 81    | (de)   |
| 26 mars  | Claudia Schüler                | Joueuse de hockey sur gazon chilienne.                                                         | 35    | (es)   |
| 26 mars  | D. M. Thomas                   | Écrivain britannique.                                                                          | 88    | (en)   |
| 25 mars  | Daniel Chorzempa               | Organiste, pianiste, claveciniste et compositeur américain.                                    | 78    | (it)   |
| 25 mars  | Pavel Krotov                   | Skieur acrobatique russe.                                                                      | 30    | (ru)   |
| 25 mars  | Pascoal Mocumbi                | Homme d'État mozambicain.                                                                      | 81    | (pt)   |
| 25 mars  | Jacob Ziv                      | Informaticien israélien.                                                                       | 91    | (en)   |
| 24 mars  | Marcel Blanc                   | Homme politique suisse.                                                                        | 88    |        |
| 24 mars  | Christopher Gunning            | Compositeur britannique.                                                                       | 78    | (de)   |
| 24 mars  | Scott Johnson                  | Compositeur américain associé au mouvement de la musique minimaliste.                          | 70    | (en)   |
| 24 mars  | Walter Kintsch                 | Professeur de psychologie américain.                                                           | 90    | (en)   |
| 24 mars  | Olivier Lorsac                 | Réalisateur et parolier français.                                                              | 79    |        |
| 24 mars  | Gordon Earle Moore             | Docteur en chimie et en physique et chef d'entreprise américain.                               | 94    |        |
| 24 mars  | Randall Robinson               | Avocat américain.                                                                              | 81    | (en)   |
| 23 mars  | Jean-Marie Apostolidès         | Essayiste et romancier français.                                                               | 79    |        |
| 23 mars  | Souhila Bel Bahar              | Artiste peintre algérienne.                                                                    | 89    |        |
| 23 mars  | K. C. Constantine              | Écrivain américain.                                                                            | 94    | (en)   |
| 23 mars  | Darcelle XV                    | Drag queen américaine.                                                                         | 92    | (en)   |
| 23 mars  | Laurent Fiocconi               | Trafiquant de drogue français.                                                                 | 81    |        |
| 23 mars  | Marion Game                    | Comédienne française.                                                                          | 84    |        |
| 23 mars  | Émile Gilliard                 | Écrivain belge de langue wallonne.                                                             | 94    |        |
| 23 mars  | Tomoko Naraoka                 | Actrice et seiyū japonaise.                                                                    | 93    | (ja)   |
| 23 mars  | Alexandre Papilian             | Écrivain et journaliste français d'origine roumaine.                                           | 75    |        |
| 23 mars  | Horst Söhnlein                 | Terroriste allemand.                                                                           | 80    | (de)   |
| 23 mars  | Ratko Vulanović                | Sculpteur serbo-monténégrin                                                                    | 81/82 | (en)   |
| 22 mars  | Jacky Fanjaud                  | Archéologue français.                                                                          | 89    |        |
| 22 mars  | Marie-Thérèse Join-Lambert     | Haute fonctionnaire française.                                                                 | 86    |        |
| 22 mars  | Rebecca Jones                  | Actrice mexicaine.                                                                             | 65    | (es)   |
| 22 mars  | Günther Kieser                 | Graphiste et sculpteur allemand.                                                               | 92    | (de)   |
| 22 mars  | Anthony Knapp                  | Footballeur anglais.                                                                           | 86    |        |
| 22 mars  | Jean Lecoultre                 | Peintre suisse.                                                                                | 92    |        |
| 22 mars  | Jean-Guy Roy                   | Communicateur canadien.                                                                        | 69    |        |
| 22 mars  | Lucy Salani                    | Femme trans italienne ayant survécu aux camps de concentration nazis.                          | 98    | (it)   |
| 22 mars  | Vera Sós                       | Mathématicienne hongroise.                                                                     | 92    | (hu)   |
| 21 mars  | Nicholas Bonsor                | Homme politique britannique.                                                                   | 80    | (en)   |
| 21 mars  | Eric Brown                     | Écrivain de science-fiction britannique.                                                       | 62    | (en)   |
| 21 mars  | Yechezkel Chazom               | Footballeur international israélien.                                                           | 76    | (he)   |
| 21 mars  | Joe Giella                     | Auteur de bandes dessinées américain.                                                          | 94    | (en)   |
| 21 mars  | Jacques Haitkin                | Directeur de la photographie et scénariste américain.                                          | 72    | (en)   |
| 21 mars  | Claude Lorius                  | Climatologue français.                                                                         | 91    |        |
| 21 mars  | Francesco Maselli              | Scénariste et réalisateur italien.                                                             | 92    | (it)   |
| 21 mars  | Willis Reed                    | Joueur de basket-ball américain.                                                               | 80    | (en)   |
| 21 mars  | John Smith                     | Homme politique britannique.                                                                   | 92    | (en)   |
| 21 mars  | Peter Werner                   | Réalisateur et producteur américain.                                                           | 76    | (en)   |
| 20 mars  | Jacques Bichet                 | Homme politique français.                                                                      | 91    |        |
| 20 mars  | Osvaldo Héctor Cruz            | Footballeur international argentin.                                                            | 91    | (es)   |
| 20 mars  | Tewolde Berhan Gebre Egziabher | Chercheur éthiopien.                                                                           | 83    | (en)   |
| 20 mars  | Monique Hervo                  | Militante associative et écrivaine d'origine française, naturalisée algérienne.                | 95    |        |
| 20 mars  | Oscar Holub                    | Peintre autrichien.                                                                            | 72    | (de)   |
| 20 mars  | Cécile Hussherr-Poisson        | Chercheuse, spécialiste de la réécriture des mythes en littérature.                            | 47    |        |
| 20 mars  | Robert Alan Johnston           | Économiste australien.                                                                         | 98    | (en)   |
| 20 mars  | Michael Reaves                 | Écrivain de science-fiction américain.                                                         | 74    | (en)   |
| 20 mars  | Anita Thallaug                 | Chanteuse et actrice norvégienne.                                                              | 85    |        |
| 20 mars  | Virginia Zeani                 | Soprano roumaine.                                                                              | 97    | (en)   |
| 19 mars  | Roger W. Brockett              | Informaticien, ingénieur et professeur d'université américain.                                 | 84    | (en)   |
| 19 mars  | Jean-Jacques Favier            | Astronaute français.                                                                           | 73    |        |
| 19 mars  | Jean-François Fogel            | Journaliste et essayiste français.                                                             | 76    |        |
| 19 mars  | Marisol Malaret                | Animatrice de télévision et mannequin portoricaine.                                            | 73    | (es)   |
| 19 mars  | Rui Nabeiro                    | Entrepreneur portugais.                                                                        | 91    | (pt)   |
| 19 mars  | Petar Nadoveza                 | Footballeur international et entraîneur de football croate.                                    | 80    | (hr)   |
| 19 mars  | Elizabeth Strong-Cuevas        | Sculptrice américaine.                                                                         | 94    | (en)   |
| 19 mars  | Nguyễn Thế Anh                 | Historien vietnamien.                                                                          | 86    |        |
| 18 mars  | Guy Arsenault                  | Poète et artiste visuel acadien.                                                               | 69    |        |
| 18 mars  | Robert Lindsay                 | Pair héréditaire écossais et homme politique conservateur britannique.                         | 96    | (en)   |
| 18 mars  | Paul Schiller                  | Arbitre de football autrichien.                                                                | 95    | (de)   |
| 18 mars  | Pedro Solbes                   | Haut fonctionnaire et homme politique espagnol.                                                | 80    | (es)   |
| 18 mars  | Pohiva Tuʻiʻonetoa             | Homme politique tongien.                                                                       | 61    | (es)   |
| 18 mars  | Valerio Vatteroni              | Basketteur italien.                                                                            | 80    | (it)   |
| 17 mars  | Abdelghani Ben Tara            | Acteur tunisien.                                                                               | ?     |        |
| 17 mars  | Hal Dresner                    | Auteur, scénariste et producteur américain.                                                    | 85    | (en)   |
| 17 mars  | Jorge Edwards                  | Écrivain, critique littéraire, journaliste et diplomate chilien naturalisé espagnol.           | 91    |        |
| 17 mars  | Jean-Bernard Ndongo Essomba    | Homme politique camerounais.                                                                   | ?     |        |
| 17 mars  | Ada den Haan                   | nageuse néerlandaise.                                                                          | 81    | (en)   |
| 17 mars  | Pierre A. Michaud              | Juriste québécois.                                                                             | 86    |        |
| 17 mars  | Lance Reddick                  | Acteur américain.                                                                              | 60    |        |
| 17 mars  | Raoul Servais                  | Réalisateur de film d'animation belge.                                                         | 94    |        |
| 17 mars  | Göran Sonesson                 | Sémioticien et anthropologue suédois.                                                          | 71    | (se)   |
| 17 mars  | Dubravka Ugrešić               | Écrivaine de langue croate.                                                                    | 73    |        |
| 17 mars  | Laura Valenzuela               | Actrice, mannequin et présentatrice de télévision espagnole.                                   | 92    | (es)   |
| 17 mars  | Jacques Vandeville             | Hautboïste français.                                                                           | 92    |        |
| 16 mars  | Sharon Acker                   | Actrice canadienne.                                                                            | 87    | (en)   |
| 16 mars  | Bice Biagi                     | Journaliste italienne.                                                                         | 75    | (it)   |
| 16 mars  | Tony Coe                       | Musicien britannique de jazz.                                                                  | 88    | (en)   |
| 16 mars  | Ángel Fournier                 | Rameur cubain.                                                                                 | 35    |        |
| 16 mars  | Claude Fournier                | Cinéaste et compositeur québécois.                                                             | 91    |        |
| 16 mars  | Patrick French                 | Écrivain et biographe britannique.                                                             | 56    | (en)   |
| 16 mars  | Jacqueline Gold                | Femme d'affaires britannique.                                                                  | 62    | (en)   |
| 16 mars  | Gladys Kessler                 | Avocat et juge américaine.                                                                     | 85    | (en)   |
| 16 mars  | Emmanuelle Mottaz              | Chanteuse et scénariste française.                                                             | 59    |        |
| 16 mars  | Carolina Rieuwpassa            | Athlète de sprint indonésienne.                                                                | 74    | (id)   |
| 16 mars  | Alexandre Tarta                | Réalisateur français pour la télévision.                                                       | 94    |        |
| 15 mars  | Dorothy Bohm                   | Photographe britannique.                                                                       | 98    | (en)   |
| 15 mars  | Daniel Bourgue                 | Corniste français.                                                                             | 86    |        |
| 15 mars  | Pierluigi Concutelli           | Militant néo-fasciste italien.                                                                 | 78    | (it)   |
| 15 mars  | Marie-Odile Goulet-Cazé        | Helléniste française.                                                                          | 72    |        |
| 15 mars  | Roman Lentner                  | Footballeur international polonais.                                                            | 85    | (pl)   |
| 15 mars  | Tarō Nakayama                  | Médecin et homme politique japonais.                                                           | 98    | (ja)   |
| 15 mars  | Dimítris Papaïoánnou           | Footballeur international grec.                                                                | 80    | (el)   |
| 15 mars  | Antje Vollmer                  | Femme politique allemande.                                                                     | 79    | (de)   |
| 14 mars  | Bobby Caldwell                 | Chanteur et auteur-compositeur américain.                                                      | 71    | (en)   |
| 14 mars  | Jacques Cossette-Trudel        | Militant politique, conseiller en communication, scénariste et réalisateur québécois.          | 76    |        |
| 14 mars  | Louisette Dussault             | Comédienne québécoise.                                                                         | 82    |        |
| 14 mars  | Sergueï Grigoriants            | Dissident soviétique puis russe.                                                               | 81    | (ru)   |
| 14 mars  | Saïd Ouchène                   | Footballeur international algérien.                                                            | 79    |        |
| 14 mars  | Noukhim Rachkovski             | Joueur d'échecs et entraîneur soviétique puis russe.                                           | 76    | (ru)   |
| 14 mars  | Claude Simonet                 | Footballeur puis dirigeant français.                                                           | 92    |        |
| 14 mars  | Dale K. Van Kley               | Historien américain.                                                                           | 81    | (en)   |
| 14 mars  | Richard Wagner                 | Écrivain et journaliste allemand d'origine roumaine.                                           | 70    | (de)   |
| 13 mars  | Jim Gordon                     | Batteur, organiste, pianiste et compositeur américain.                                         | 77    | (en)   |
| 13 mars  | Momoko Kuroda                  | Poétesse haïku et essayiste japonaise.                                                         | 84    | (ja)   |
| 13 mars  | Saverio Lucariello             | Peintre, sculpteur et vidéaste italien.                                                        | 64    |        |
| 13 mars  | Ismaila Mabo                   | Footballeur puis entraîneur nigérien.                                                          | 78    | (en)   |
| 13 mars  | Eliseu Padilha                 | Juriste et homme politique brésilien.                                                          | 77    | (pt)   |
| 13 mars  | Patrick Pesnot                 | Journaliste, romancier et scénariste français.                                                 | 79    |        |
| 13 mars  | Patricia Schroeder             | Femme politique américaine.                                                                    | 82    | (en)   |
| 13 mars  | Ernst Tugendhat                | Philosophe allemand.                                                                           | 93    | (de)   |
| 13 mars  | Glen Weir                      | Joueur canadien de football canadien.                                                          | 71    | (en)   |
| 12 mars  | Alphonse Beni                  | Acteur et réalisateur camerounais.                                                             | 77    |        |
| 12 mars  | Isabel Colegate                | Romancière britannique.                                                                        | 91    | (en)   |
| 12 mars  | Rolly Crump                    | Animateur et imagineer américain.                                                              | 93    | (en)   |
| 12 mars  | Susan Cunliffe-Lister          | Noble et athlète britannique.                                                                  | 87    | (en)   |
| 12 mars  | Dick Fosbury                   | Athlète américain, champion aux Jeux olympiques d'été de 1968.                                 | 76    |        |
| 12 mars  | Alf Hiltebeitel                | Indianiste américain.                                                                          | 80    | (en)   |
| 12 mars  | Léonide Kameneff               | Enseignant et psychologue français.                                                            | 86    |        |
| 12 mars  | Marek Kopelent                 | Compositeur tchèque.                                                                           | 90    | (cs)   |
| 12 mars  | Jaume Medina                   | Philologue, latiniste, écrivain, traducteur et poète espagnol de langue catalane.              | 73    | (es)   |
| 12 mars  | Dragoslav Mihailović           | Écrivain serbe.                                                                                | 92    | (sr)   |
| 12 mars  | Felton Spencer                 | Joueur de basket-ball américain.                                                               | 55    | (en)   |
| 12 mars  | Els Van den Bogaert-Ceulemans  | Femme politique belge.                                                                         | 92    | (nl)   |
| 12 mars  | Jiang Yanyong                  | Médecin et membre du Parti communiste chinois.                                                 | 91    | (en)   |
| 11 mars  | Ahlem Belhadj                  | Pédopsychiatre et professeure agrégée de médecine tunisienne.                                  | 59    |        |
| 11 mars  | Amy Fuller                     | Rameuse américaine, médaillée d'argent aux Jeux olympiques d'été de 1992.                      | 54    | (en)   |
| 11 mars  | Bud Grant                      | Joueur et entraîneur de football américain.                                                    | 95    | (en)   |
| 11 mars  | John Jakes                     | Écrivain américain.                                                                            | 90    | (en)   |
| 11 mars  | Keith Johnstone                | Metteur en scène britannico-canadien.                                                          | 90    | (en)   |
| 11 mars  | Karoline Käfer                 | Coureuse de 400 m autrichienne.                                                                | 68    | (de)   |
| 11 mars  | Ignacio López Tarso            | Acteur de cinéma et de télévision et Homme politique mexicain.                                 | 98    | (es)   |
| 11 mars  | Takeshi Noma                   | Homme politique japonais.                                                                      | 88    | (ja)   |
| 11 mars  | Michel Peyramaure              | Écrivain français.                                                                             | 101   |        |
| 11 mars  | Bill Tidy                      | Auteur de bandes dessinées britannique.                                                        | 89    | (en)   |
| 11 mars  | Costa Titch                    | Auteur-compositeur, rappeur et danseur sud-africain.                                           | 28    |        |
| 10 mars  | Philippe Bouquet               | Traducteur de littérature suédoise français.                                                   | 85    |        |
| 10 mars  | Kevin Freeman                  | Cavalier américain, double médaille d'argent olympique (1964, 1972).                           | 81    | (en)   |
| 10 mars  | Seiichi Kaneta                 | Homme politique japonais.                                                                      | 75    | (ja)   |
| 10 mars  | Masatoshi Ito                  | Entrepreneur japonais.                                                                         | 98    | (en)   |
| 10 mars  | René Olmeta                    | Homme politique français.                                                                      | 88    |        |
| 10 mars  | Tony Vincent                   | Joueur de tennis américain.                                                                    | 97    | (en)   |
| 10 mars  | Noriaki Yamada                 | Homme politique japonais.                                                                      | 71    | (ja)   |
| 9 mars   | Robert Blake                   | Acteur américain.                                                                              | 89    |        |
| 9 mars   | Roland Castro                  | Architecte français.                                                                           | 82    |        |
| 9 mars   | Michel Côté                    | Homme politique et enseignant québécois.                                                       | 85    |        |
| 9 mars   | Shiro Hashizume                | Nageur japonais, médaillé d'argent aux Jeux olympiques d'été de 1952.                          | 94    | (en)   |
| 9 mars   | Satish Kaushik                 | Acteur et réalisateur indien.                                                                  | 66    | (en)   |
| 9 mars   | Luis Ludueña                   | Footballeur international argentin.                                                            | 69    | (es)   |
| 9 mars   | Raphael Mechoulam              | Chimiste israélien.                                                                            | 92    | (en)   |
| 9 mars   | Chikage Oogi                   | Actrice et femme politique japonaise.                                                          | 89    | (ja)   |
| 9 mars   | Marat Sarulu                   | Scénariste et réalisateur kirghize.                                                            | 65    | (ru)   |
| 9 mars   | Jules Takam                    | Réalisateur, scénariste et monteur camerounais.                                                | 82    |        |
| 8 mars   | Marcel Amont                   | Chanteur et acteur français.                                                                   | 93    |        |
| 8 mars   | Paul Anselin                   | Homme politique français.                                                                      | 91    |        |
| 8 mars   | Reimar Johannes Baur           | Acteur allemand.                                                                               | 95    | (de)   |
| 8 mars   | Junior Daugherty               | Violoneux et auteur-compositeur-interprète américain.                                          | 92    | (en)   |
| 8 mars   | Italo Galbiati                 | Footballeur italien devenu entraîneur.                                                         | 85    |        |
| 8 mars   | Bert I. Gordon                 | Réalisateur, scénariste et producteur de cinéma américain.                                     | 100   | (en)   |
| 8 mars   | Antonin Lebas-Joly             | Acteur français.                                                                               | 37    |        |
| 8 mars   | John Moelaert                  | Footballeur belge.                                                                             | 80    | (nl)   |
| 8 mars   | Grace Onyango                  | Femme politique kényane.                                                                       | 98    | (en)   |
| 8 mars   | Lákis Papastáthis              | Réalisateur grec.                                                                              | 79/80 | (el)   |
| 8 mars   | Jean-Claude Pérez              | Écrivain et essayiste français.                                                                | 95    |        |
| 8 mars   | Chaim Topol                    | Acteur israélien.                                                                              | 87    | (en)   |
| 7 mars   | Jean-Baptiste Carhaix          | Photographe français.                                                                          | 76    |        |
| 7 mars   | Salvador Farfán                | Footballeur international mexicain.                                                            | 90    | (es)   |
| 7 mars   | Marcel Gatsinzi                | Personnalité politique rwandaise.                                                              | 75    | (en)   |
| 7 mars   | André Haefliger                | Mathématicien suisse.                                                                          | 93    |        |
| 7 mars   | Dmytro Kotsioubaïlo            | Soldat volontaire ukrainien, commandant de Secteur droit.                                      | 27    | (uk)   |
| 7 mars   | France Lambiotte               | Actrice française.                                                                             | 83    |        |
| 7 mars   | Patricia McCormick             | Plongeuse américaine, quadruple championne olympique (1952-1956).                              | 92    | (en)   |
| 7 mars   | Lynn Seymour                   | Danseuse étoile et chorégraphe canadienne.                                                     | 84    | (en)   |
| 7 mars   | Khatijun Nissa Siraj           | Activiste en faveur des droits des femmes singapourienne.                                      | 97    | (en)   |
| 7 mars   | Jeannine Vanier                | Organiste, compositrice et pédagogue canadienne.                                               | 93    |        |
| 6 mars   | Françoise Basch                | Universitaire, féministe et enseignante française.                                             | 92    |        |
| 6 mars   | Bernard Beugnot                | Professeur canadien.                                                                           | 90    |        |
| 6 mars   | Georgina Beyer                 | Femme politique néo-zélandaise.                                                                | 65    | (en)   |
| 6 mars   | Nicole Fabre                   | Philosophe, psychothérapeute, psychanalyste, professeure et essayiste française.               | 97    |        |
| 6 mars   | Jörg Jarnut                    | Historien allemand.                                                                            | 81    | (de)   |
| 6 mars   | Pavel Kharin                   | Céiste soviétique, champion et médaillé d'argent aux Jeux olympiques d'été de 1956.            | 95    | (ru)   |
| 6 mars   | Traute Lafrenz                 | Résistante allemande.                                                                          | 103   | (en)   |
| 6 mars   | Gérard Pélisson                | Homme d'affaires français.                                                                     | 91    |        |
| 6 mars   | Mario Telò                     | Professeur de science politique italien.                                                       | 72    |        |
| 6 mars   | Josef Vojta                    | Footballeur international tchécoslovaque, médaillé d'argent aux Jeux olympiques d'été de 1964. | 87    | (cs)   |
| 5 mars   | Romualdo Arppi Filho           | Arbitre de football brésilien.                                                                 | 84    | (pt)   |
| 5 mars   | Francisco J. Ayala             | Biologiste de l'évolution et philosophe hispano-américain.                                     | 88    | (es)   |
| 5 mars   | Klaus Bonsack                  | Lugeur allemand, multiple médaillé olympique (1964, 1968, 1972).                               | 81    | (de)   |
| 5 mars   | Denys Drozdz                   | Joueur de rugby à XV français.                                                                 | 37    |        |
| 5 mars   | Claire Etcherelli              | Écrivaine française.                                                                           | 89    |        |
| 5 mars   | Piero Gilardi                  | Artiste italien.                                                                               | 80    | (it)   |
| 5 mars   | Frank Griswold                 | Évêque américain de l'Église épiscopalienne des États-Unis.                                    | 85    | (en)   |
| 5 mars   | Allan Jay                      | Escrimeur britannique, double médaillé d'argent aux Jeux olympiques d'été de 1960.             | 91    | (en)   |
| 5 mars   | Karounga Keïta                 | Footballeur international malien.                                                              | 80/82 |        |
| 5 mars   | Matti Klinge                   | Historien finlandais.                                                                          | 86    | (fi)   |
| 5 mars   | Pedro Rodrigues Filho          | Tueur en série brésilien.                                                                      | 68    | (pt)   |
| 5 mars   | Shalom Rosenberg               | Philosophe et professeur émérite israélien.                                                    | 88    | (he)   |
| 5 mars   | Gary Rossington                | Musicien américain, cofondateur du groupe de rock Lynyrd Skynyrd.                              | 71    | (en)   |
| 5 mars   | Shōzō Sasahara                 | Lutteur japonais, champion aux Jeux olympiques d'été de 1956.                                  | 93    | (en)   |
| 5 mars   | Sylviane Telchid               | Professeure de français et de créole guadeloupéenne.                                           | 81    |        |
| 4 mars   | Heinz Baumann                  | Acteur allemand.                                                                               | 95    | (de)   |
| 4 mars   | Jacques Boigelot               | Réalisateur belge.                                                                             | 93    |        |
| 4 mars   | Gabriel Coscas                 | Ophtalmologue français.                                                                        | 92    |        |
| 4 mars   | Judith Heumann                 | Militante américaine des droits des personnes handicapées.                                     | 75    |        |
| 4 mars   | Pal Sarkozy de Nagy-Bocsa      | Artiste peintre et publicitaire franco-hongrois, père du président Nicolas Sarkozy.            | 94    |        |
| 4 mars   | János Rácz                     | Joueur de basket-ball hongrois.                                                                | 81    |        |
| 4 mars   | Gilberte Rivet                 | Actrice française.                                                                             | 97    |        |
| 4 mars   | Jean-Michel Rosenfeld          | Homme politique français.                                                                      | 89    |        |
| 4 mars   | Leo Sterckx                    | Coureur cycliste belge, médaillé d'argent aux Jeux olympiques d'été de 1960.                   | 86    |        |
| 3 mars   | Bruno Astorre                  | Homme politique italien.                                                                       | 59    |        |
| 3 mars   | Paolo Baratella                | Artiste peintre italien.                                                                       | 87    |        |
| 3 mars   | Christopher Fowler             | Écrivain britannique.                                                                          | 69    | (en)   |
| 3 mars   | Antal Jancsó                   | Joueur de tennis hongrois.                                                                     | 88    | (hu)   |
| 3 mars   | David Lindley                  | Guitariste de rock et de country américain.                                                    | 78    | (en)   |
| 3 mars   | Jaak Lipso                     | Basketteur soviétique, médaillé d'argent et de bronze olympique (1964, 1968).                  | 82    | (et)   |
| 3 mars   | Argentina Menis                | Athlète roumaine, médaillée d'argent aux Jeux olympiques d'été de 1972.                        | 74    | (ro)   |
| 3 mars   | Kenzaburō Ōe                   | Écrivain japonais.                                                                             | 88    | (en)   |
| 3 mars   | Tom Sizemore                   | Acteur, producteur et scénariste américain.                                                    | 61    |        |
| 2 mars   | Mary Bauermeister              | Artiste allemande.                                                                             | 88    | (de)   |
| 2 mars   | Janine Berdin                  | Actrice française.                                                                             | 98    |        |
| 2 mars   | Corry Denguemo                 | Chanteuse et autrice-compositrice centrafricaine et camerounaise.                              | 45    |        |
| 2 mars   | Bassma Kodmani                 | Politologue et universitaire syrienne.                                                         | 64    |        |
| 2 mars   | Per Kristoffersen              | Footballeur international norvégien.                                                           | 85    | (no)   |
| 2 mars   | Pierre Legendre                | Historien du droit et psychanalyste français.                                                  | 92    |        |
| 2 mars   | Ryūhō Ōkawa                    | Chef religieux japonais.                                                                       | 66    | (ja)   |
| 2 mars   | María Onetto                   | Actrice argentine.                                                                             | 56    | (es)   |
| 2 mars   | Wayne Shorter                  | Saxophoniste et compositeur de jazz américain.                                                 | 89    |        |
| 2 mars   | André Siwy                     | Violoniste belge d'origine polonaise.                                                          | 81    |        |
| 2 mars   | Rafael Viñoly                  | Architecte uruguayen.                                                                          | 78    | (en)   |
| 2 mars   | Joachim Zeller                 | Homme politique allemand.                                                                      | 70    |        |
| 1er mars | Souley Abdoulaye               | Homme politique nigérien.                                                                      | 66/67 |        |
| 1er mars | Ahmed Arab                     | Joueur international puis entraîneur algérien de football.                                     | 89    |        |
| 1er mars | Just Fontaine                  | Joueur puis entraîneur français de football, meilleur buteur de la Coupe du monde 1958.        | 89    |        |
| 1er mars | Anise Koltz                    | Poétesse et écrivaine luxembourgeoise.                                                         | 94    |        |
| 1er mars | Marguerite Martel              | Athlète de sauts et d'épreuves combinées française.                                            | 98    |        |
| 1er mars | Peter Weibel                   | Artiste autrichien.                                                                            | 78    | (de)   |